# Montillana
Montillana ist eine Gemeinde in der Provinz Granada im Südosten Spaniens mit 1.057 Einwohnern (Stand: 2024). Die Gemeinde liegt in der Comarca Los Montes. 

## Geografie
Die Gemeinde liegt im Norden der Provinz und grenzt an Alcalá la Real, Benalúa de las Villas, Colomera, Frailes, Iznalloz, Moclín und Noalejo. 

## Geschichte
Während des Mittelalters lag der Ort im umkämpften Grenzgebiet zwischen Al-Andalus und den christlichen Königreichen. Hier kam es regelmäßig zu Angriffen und Überfällen durch Christen. Der Ort wurde schließlich kurz vor der Eroberung von Grenada durch die Katholischen Könige eingenommen.